# Conflitto Israele-Striscia di Gaza
Il conflitto Israele-Striscia di Gaza è un conflitto in corso tra lo Stato di Israele e il territorio palestinese della Striscia di Gaza, che si inserisce all'interno del conflitto israelo-palestinese.

## Cronistoria

### 2001-2004
I primi lanci di razzi Qassam dalla Striscia di Gaza verso Israele, a seguito dello scoppio della Seconda Intifada, risalgono al 16 aprile 2001.
Nel maggio 2004 si segnala l'operazione Arcobaleno israeliana contro i tunnel sotterranei, il lancio di razzi e le infrastrutture di Hamas. Nel settembre 2004 c'è invece l'operazione Giorni di penitenza, con lo scopo di fermare il lancio di razzi su Sderot ed eliminare i miliziani che li effettuano.

### 2005
Nell'estate 2005 c'è il piano di disimpegno unilaterale israeliano che smantella i 17 insediamenti ebraici presenti all'interno della striscia di Gaza e trasferisce più di 8000 persone, consegnando l'intero territorio della Striscia all'Autorità Nazionale Palestinese (ANP).

### 2006
In seguito allo smantellamento degli insediamenti israeliani dalla Striscia di Gaza e alle successive elezioni che portano al potere Hamas, i lanci di razzi da Gaza sulle città israeliane si intensificano, e si moltiplicano i tunnel sotterranei sul confine egiziano per il rifornimento di armi e beni.
Inoltre, il 25 giugno 2006, in risposta al rapimento avvenuto il giorno prima da parte dell'esercito israeliano di due palestinesi, Osama Muamar e suo fratello Mustafa Muamar, viene rapito da palestinesi sconfinati in Israele a Kerem Shalom il soldato israeliano Gilad Shalit.
Verrà lanciata sulla striscia l'operazione Piogge estive e verranno arrestati numerosi membri politici di Hamas.
Secondo il centro di informazione israelo-palestinese B'Tselem nel corso del 2006 sono stati 660 i palestinesi uccisi (141 minori, 322 civili e 22 omicidi mirati), di questi 405 a Gaza (88 minori e 205 civili); nello stesso periodo i palestinesi hanno ucciso 23 israeliani, compresi 6 membri delle forze di sicurezza e un minorenne.

### 2007
Nel settembre 2007, dopo che Hamas aveva preso il controllo della Striscia avendo sconfitto il Fath, Israele dichiarò Gaza "territorio ostile". In seguito a tale dichiarazione, Israele interruppe la fornitura di elettricità, carburante, ecc. a Gaza. Lo scopo di questo blocco è stato quello di far pressione su Hamas affinché mettesse fine al lancio di razzi verso Israele. La decisione di tagliare le forniture di carburante a Gaza è stata condannata come "punizione collettiva" dalla Lega Araba.
La situazione di vita della popolazione di Gaza è in certi momenti assai drammatica, a causa della penuria di prodotti essenziali o voluttuari (cibo, latte, carburante...), e dell'impossibilità di esportare ed importare qualsiasi manufatto prodotto nella Striscia.
Secondo il centro di informazione israelo-palestinese B'Tselem nel corso del 2007 (fino al 29 dicembre), le forze israeliane hanno ucciso 290 civili palestinesi a Gaza (e 83 in Cisgiordania) mentre nello stesso periodo i Palestinesi hanno ucciso 7 civili israeliani (tre in un attacco suicida ad Eilat, due a Sderot per gli attacchi delle brigate Qassam e due con armi da fuoco in Cisgiordania) e 6 soldati israeliani.

### 2008
Secondo il ministro degli esteri israeliano nel 2008 il numero totale di attacchi di Hamas verso la popolazione civile del sud di Israele ammontava a 3102, fra missili e colpi di mortaio.
Secondo il centro di informazione israelo-palestinese B'Tselem nel corso del 2008 (fino al 26 dicembre, giorno precedente all'inizio dell'operazione Piombo fuso) le forze israeliane hanno ucciso 455 palestinesi, di cui 87 minori, mentre nello stesso periodo i palestinesi hanno ucciso 18 israeliani.
La situazione di tensione il 23 gennaio 2008 provocò l'abbattimento a furor di popolo di alcune postazioni di frontiera con l'Egitto al valico di Rafah, allo scopo di permettere a migliaia di persone di rifornirsi di vari generi di prima necessità presso i negozi egiziani sul confine. I soldati egiziani subirono questa piccola crisi senza arrivare all'uso della violenza, per espressa volontà del presidente egiziano Mubarak.
Tra il 28 febbraio e il 3 marzo 2008 scatta l'operazione Inverno caldo con la quale il governo israeliano agisce in risposta ai razzi Qassām dalla Striscia di Gaza.

L'operazione termina con 4 morti sul lato israeliano (1 civile) e 112 su quello palestinese (58 civili).

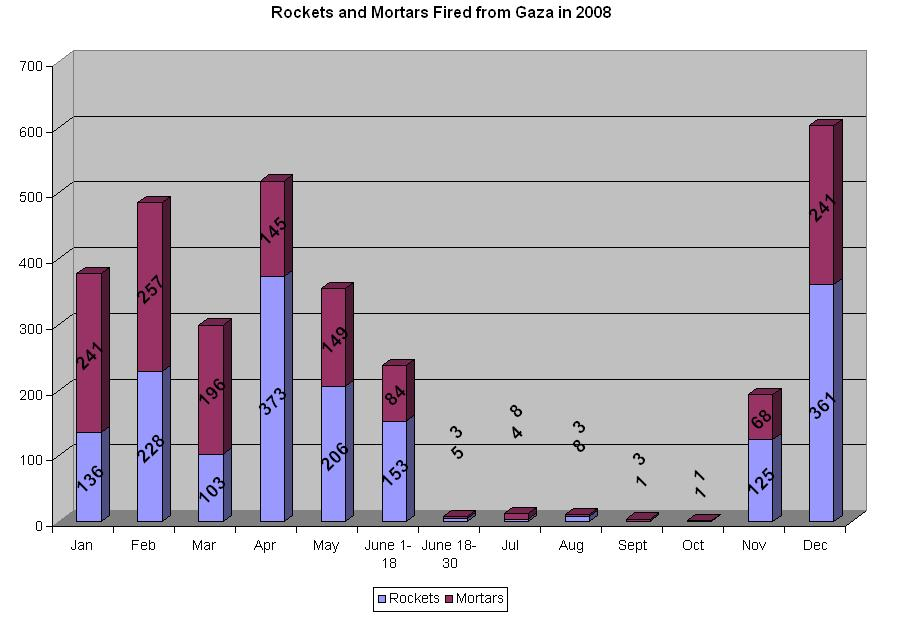
Colpi di mortaio e razzi Qassām caduti su Israele nel 2008

#### Tahdiʾa(periodo di calma)
Infine la maggioranza delle truppe e dei carri israeliani lasciarono Gaza dal confine settentrionale il 3 marzo 2008, e un portavoce delle forze armate israeliane confermò che le operazioni sarebbero terminate entro cinque giorni.
Con la mediazione dell'Egitto il 19 giugno 2008 fu accordato un periodo di calma (tahdiʾa) di sei mesi con scadenza 19 dicembre, che impegnava le due parti al rispetto dei seguenti punti:
1. fine di ogni ostilità tra Gaza e Israele;
2. alleggerimento dell'embargo su Gaza;
3. maggiore elasticità nelle limitazioni israeliane al passaggio delle merci;
4. inizio di trattative sulla riapertura dell'attraversamento di Rafah tra Gaza e l'Egitto e sullo scambio di prigionieri per ottenere la liberazione del soldato israeliano Gilad Shalit.[27]

Quando è stato chiesto se si potesse prevedere una hudna di 50-anni, l'esponente di Hamas Nizar Rayyan ha risposto: "L'unica ragione per avere una hudna è quello di prepararsi per la battaglia finale. Non abbiamo bisogno di 50 anni per prepararci alla battaglia finale con Israele. Israele è una impossibilità. Esso è un'offesa contro Dio ".
Il 4 novembre 2008 si è avuta un'escalation di violenza nella regione e la reintroduzione dell'embargo a Gaza (alleggerito nei mesi precedenti, ma meno di quanto previsto e mai completamente rimosso). L'esercito israeliano, affermando di aver raccolto informazioni su un piano di Hamas finalizzato al rapimento di altri suoi soldati attraverso un tunnel sotterraneo di 250 metri, ha ucciso sette palestinesi in due giorni, entrando nella regione centrale della striscia di Gaza: attaccarono l'abitazione da cui partiva il tunnel.
In risposta c'è stato un pesante attacco con razzi e colpi di mortaio nella regione meridionale di Israele, seguito nelle settimane successive dalla ripresa dei lanci con frequenze simili a quelle precedenti alla tregua. I lanci sono stati rivendicati separatamente sia dalla Jihad islamica, che dalle Brigata dei Martiri di al-Aqsa (legate ad al-Fatah) che dai Comitati di Resistenza Popolare; Israele attribuisce il fatto ad Hamas. Tali lanci hanno causato il ferimento di tre persone.
Il 27 dicembre 2008 scatta l'operazione Piombo fuso, diretta dal governo israeliano contro la Striscia con l'obiettivo ufficiale di portare l'interruzione del lancio di razzi nel sud d'Israele.

### 2009
Iniziata con un bombardamento aereo, dal 3 gennaio l'operazione Piombo fuso prosegue anche con la mobilitazione via terra.
Il 17 gennaio 2009 Israele dichiara una tregua unilaterale. Il giorno successivo anche le diverse organizzazioni palestinesi presenti nella striscia di Gaza annunciano un cessate il fuoco.
Nonostante ciò proseguono gli attacchi dell'esercito israeliano: il 20 gennaio fonti palestinesi denunciano l'uccisione di un contadino, il 22 gennaio il bombardamento di as-Sudaniya, a nord-ovest della Striscia di Gaza, il ferimento di 7 palestinesi e il ferimento di un bambino palestinese, il 23 gennaio sparatorie contro civili, il 26 gennaio il ferimento di un cittadino palestinese, il 27 gennaio l'uccisione di un palestinese a al-Farahin, il 28 gennaio il bombardamento aereo della zona di frontiera tra Gaza e Egitto, il 29 gennaio il ferimento di 12 palestinesi da parte di un aereo israeliano.
Nei giorni successivi anche missili palestinesi colpirono le città israeliane.
Il numero dei morti sul lato israeliano è di 10 militari più 3 civili. Sul lato palestinese, le cifre sono ancora molto discordanti: le fonti israeliane parlano di 500-600 morti, mentre secondo quelle palestinesi i morti al 18 gennaio sono 1305 (417 bambini, 120 donne, 120 anziani, 14 soccorritori, 4 giornalisti e 5 stranieri) e i feriti 5450
.

### 2023
Il 7 ottobre 2023, Hamas ha annunciato l'avvio dell'operazione inondazioni di Al-Aqsa, un attacco armato contro Israele. Per il numero di vittime civili e di ostaggi, si tratta del più grave attentato nella storia di Israele.

## Razzi lanciati su Israele

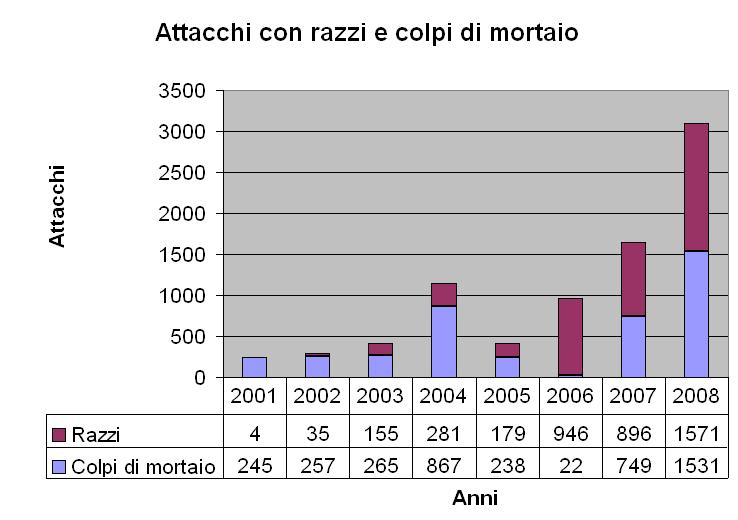
Attacchi con razzi e mortai su Israele tra il 2001 e il 2008 (Fonte dati tabella: Ministero degli esteri israeliano)

Il numero dei Qassam costruiti, e la frequenza degli attacchi con colpi di mortaio, razzi Qassam e missili, lanciati dalla Striscia di Gaza contro Israele, è cresciuto progressivamente e proporzionalmente alla controparte, nel corso degli ultimi anni, anche dopo il ritiro di Israele dalla Striscia (come anche riportato da Amnesty International, e da Human Rights Watch). Questo incremento è considerato come una delle motivazioni a sostegno delle operazioni di sicurezza israeliane contro le milizie palestinesi di Hamas.

## Attacchi contro Palestinesi dopo il ritiro di Israele dalla Striscia di Gaza
Nel 2006 secondo fonti palestinesi sono stati 660 i Palestinesi uccisi dagli Israeliani di cui 405 a Gaza.
Sono state demolite 292 case palestinesi, di cui 279 nella Striscia di Gaza.
Nello stesso periodo gli Israeliani uccisi sono stati 23.
Nel 2007 secondo fonti palestinesi sono stati 373 i Palestinesi uccisi dagli Israeliani di cui 290 a Gaza.
Nello stesso periodo i civili Israeliani uccisi sono stati 7, i soldati della sicurezza israeliana uccisi 6.
Nel 2008 (prima dell'inizio dell'operazione Piombo Fuso) secondo fonti palestinesi sono stati 455 i Palestinesi uccisi dagli Israeliani, mentre nello stesso periodo gli Israeliani uccisi sono stati 18.
Il rapporto annuale di Amnesty del 2008 riporta il numero di 370 palestinesi uccisi dagli attacchi aerei e di altro tipo da parte delle forze israeliane e di oltre un centinaio di abitazioni palestinesi distrutte; sottolinea inoltre la punizione collettiva a cui è stata sottoposta la popolazione di Gaza con il blocco totale imposto dal governo israeliano nel giugno; ricorda che almeno 40 Palestinesi sono morti dopo che era stato loro negato il permesso di uscire da Gaza per ottenere cure mediche urgenti.
Questo insieme di cose è stato spesso citato dalla forze palestinesi di Gaza come motivo del lancio di razzi e colpi di mortaio contro il territorio israeliano.

## Statistiche delle uccisioni nel periodo 2000-2010
|                                                                  | Nella Striscia di Gaza | In Cisgiordania | Totale Territori Occupati | In Israele | TOTALE |  |
| Palestinesi uccisi dalle Forze di sicurezza israeliane           | 4464                   | 1822            | 6286                      | 69         | 6355   |  |
| Palestinesi uccisi da civili israeliani                          | 4                      | 43              | 47                        | 2          | 49     |  |
| Totale Palestinesi uccisi da Israeliani                          |                        |                 |                           |            | 6404   |  |
| Civili israeliani uccisi da Palestinesi                          | 39                     | 203             | 242                       | 496        | 738    |  |
| Membri delle Forze di sicurezza israeliane uccisi da Palestinesi | 105                    | 147             | 252                       | 90         | 342    |  |
| Totale Israeliani uccisi da Palestinesi                          |                        |                 |                           |            | 1080   |  |
| Cittadini stranieri uccisi da Palestinesi                        | 10                     | 7               | 17                        | 38         | 55     |  |
| Cittadini stranieri uccisi dalla Forze di sicurezza israeliane   | 4                      | 6               | 10                        |            | 10     |  |
| Palestinesi uccisi da Palestinesi                                | 529                    | 135             | 664                       |            | 664    |  |

## Violazioni delle tregue nel periodo 2000-2008
Definendo come "pause del conflitto" i periodi di uno o più giorni durante i quali nessuno è stato ucciso da ambedue le parti, si osserva che:
- il 79% di tutte le pause nel conflitto sono terminate quando Israele ha ucciso un Palestinese, mentre solo l'8% sono state interrotte da un attacco palestinese. Il rimanente 13% consiste di interruzioni provocate da uccisioni da ambedue le parti nel medesimo giorno
- nei 25 periodi di assenza di violenza di durata superiore alla settimana invece Israele ne ha unilateralmente interrotti 24, pari al 96%
- nei 14 periodi di tregua superiori ai 9 giorni le interruzioni unilaterali da parte di Israele arrivano al 100%